# The Morning After (Maureen McGovern)
The Morning After es una canción del año 1972 escrita por los compositores estadounidenses Al Kasha y Joel Hirschhorn para la película La aventura del Poseidón, ganadora del premio Óscar a la mejor canción original de dicho año. En su versión original está cantada por Maureen McGovern.
Maureen McGovern volvió a interpretar dos años después una canción que también ganó el premio Óscar a la mejor canción original, We May Never Love Like This Again, para la película The Towering Inferno (llamada Infierno en la torre en Hispanoamérica y El coloso en llamas en España).

## Descripción
La canción fue lanzada al mercado en mayo de 1973 por la compañía discográfica 20th Century Fox Records. Está clasificada como de género pop, con una duración de 2 min 14 s.